# 十日谈 (1971年电影)
《十日谈》（義大利語：Il Decameron）是1971年由意大利导演皮埃尔·保罗·帕索里尼导演的电影，取材于乔万尼·薄伽丘小说《十日谈》，内容包含了丰富的性爱、闹剧和低俗的幽默故事。它是皮埃尔·保罗·帕索里尼生命三部曲(義大利語：Trilogia della vita)的第一部，其余两部是《坎特伯雷故事集》与《天方夜谭》。
这部电影进入了第21届柏林国际电影节，赢得了陪审团银熊奖。

## 故事列表
| 原书取材部分       | 情节                                                 | 备注 |
| ------------------ | ---------------------------------------------------- | ---- |
| 第二天，第五个故事 | 一个年轻人在那不勒斯被骗两次，但最终变得富裕。       |      |
| 第三天，第一个故事 | 一个男人假装是聋哑人在修道院工作，修女与之频频求欢。 |      |
| 第七天，第二个故事 | 一个女人将丈夫骗进缸内，而她在在缸外与人通奸。       |      |
| 第一天，第一个故事 | 一个恶棍在临终时编造假忏悔，愚弄牧师。               |      |
| 第六天，第五个故事 | 一群画家等待灵感。                                   |      |
| 第五天，第四个故事 | 一个年轻的姑娘睡在屋顶上，在晚上遇见她的男朋友。     |      |
| 第四天，第五个故事 | 三兄弟报复他们的妹妹的情人。                         |      |
| 第九天，第十个故事 | 一个男人试图勾引他朋友的妻子。                       |      |
| 第七天，第十个故事 | 两个朋友约定，查明死后会发生什么。                   |      |

## 演员表
- Franco Citti - Ciappelletto
- Ninetto Davoli - Andreuccio of Perugia
- Jovan Jovanovic - Rustico (scenes deleted)
- Vincenzo Amato - Masetto of Lamporecchio
- Angela Luce - Peronella
- Giuseppe Zigaina - Monk
- Gabriella Frankel
- Vincenzo Cristo
- Pier Paolo Pasolini - Allievo di Giotto (as P.P. Pasolini)
- Giorgio Iovine
- Salvatore Bilardo
- Vincenzo Ferrigno - Giannello
- Luigi Seraponte
- Antonio Diddio
- Mirella Catanesi